# 布城联邦直辖区旗
布城联邦直辖区旗是马来西亚联邦直辖区布城的代表旗帜。是一面左右为蓝色、中间为黄色的三条纵旗，黄色中央绘有马来西亚国徽。

## 涵义
蓝色象征各族群的人民能齐心团结和和谐，黄色则是诸位马来统治者的代表颜色。
旗上的国徽则象征布城是马来西亚的新行政中心，并以坚毅的精神及力量来拥抱全球化、迈向先进国的目标。。